# Taberno
Taberno é um município da Espanha, na província de Almería, comunidade autónoma da Andaluzia. Tem 44 km² de área e em 2021 tinha 996 habitantes (densidade: 22,6 hab./km²). Pertence à comarca do Valle del Almanzora.